# TM-46

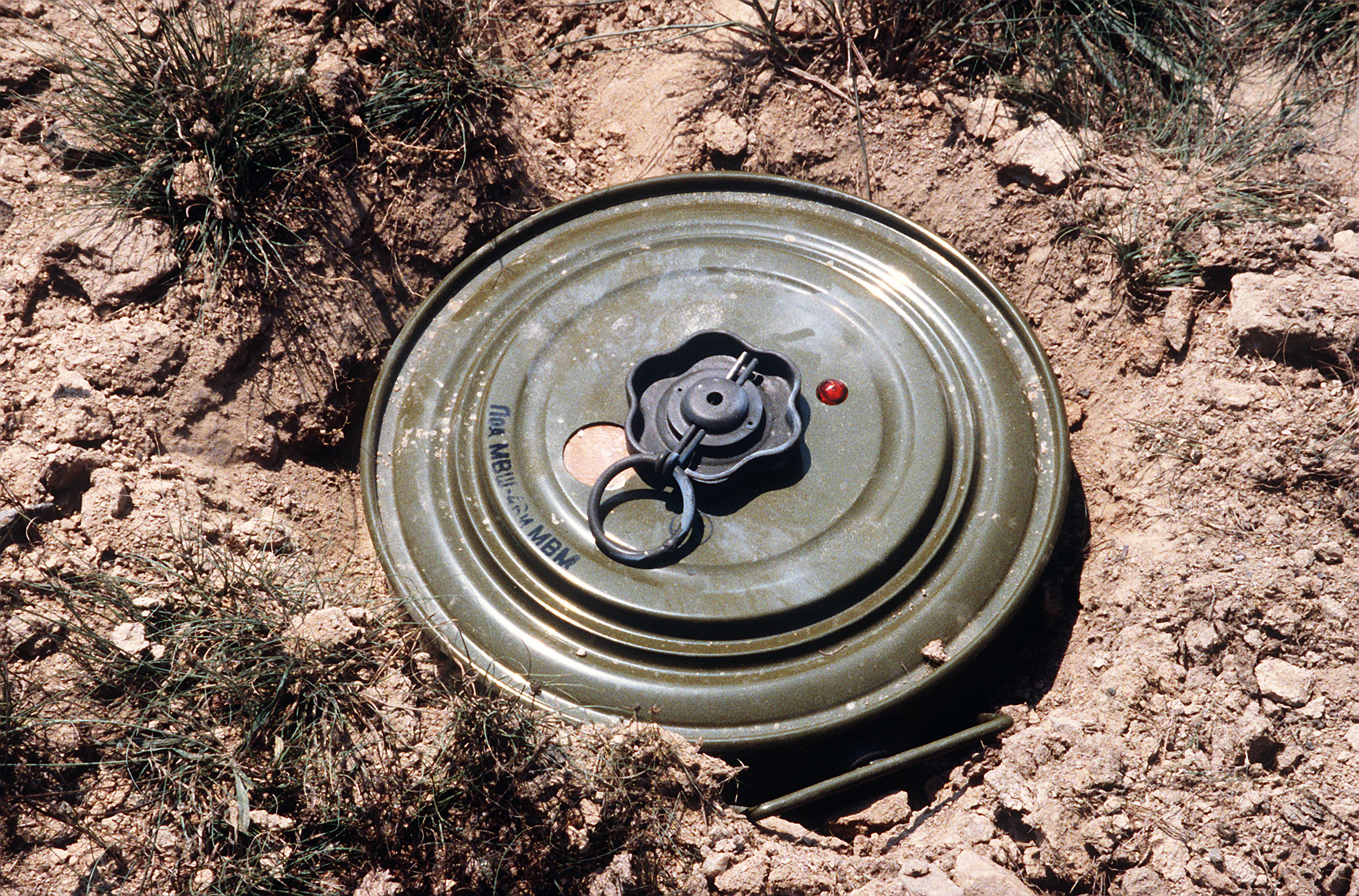
Mina TM-45 con pasador de seguridad colocado

La mina TM-46 es una mina antitanque soviética grande, circular y con carcasa metálica. Utiliza una espoleta de presión o una varilla de inclinación, que se atornilla en la parte superior. Las minas antitanque con este tipo de espoleta eran capaces de infligir mucho más daño a los vehículos blindados. La TMN-46 es una variante de la mina equipada con un alojamiento de espoleta secundario en la parte inferior (donde no se puede ver) que está ligeramente desplazado del centro de la mina. Este agujero de espoleta secundario puede equiparse con una espoleta que funciona como un dispositivo antimanipulación. La mina fue utilizada por las fuerzas norvietnamitas durante la guerra de Vietnam y se encuentra en muchos países de África, Oriente Medio y el sudeste asiático.
Debido a que la TM-46 tiene carcasa metálica, es muy fácil de detectar con un detector de minas. Sin embargo, los campos de minas que contienen TM-46 también pueden haber sido sembrados con minas de metal mínimas, por ejemplo las PMA-2.

## Especificaciones
- Diámetro: 305 mm
- Altura: 108 mm
- Presión operaticional: 120-400 kg (21 kg de presión de inclinación)
- Peso: 8,6 kg
- Carga explosiva: 5.7 kg de TNT
- Espoletas:
  - MV-5 de presión.
  - MVM-583 de presión.
  - MVSh-46 de barra de inclinación.

## Publicaciones
- Мина ТМ-46 (ТМН-46) // Инженерные боеприпасы. Руководство по материальной части и применению. Книга первая. — М.: Военное издательство МО СССР, 1976. стр.81-89

- Datos: Q2985502
- Multimedia: TM-46 / Q2985502